# Февзија Јашаревић
Февзија Јашаревић (Ниш, 1922 - 2004) је виолонисткиња је првог нишког Симфонијског оркестра, основаног 1960. године.
Рођена је у Нишу 1922. године из кога је током своје музичке каријере често одлазила, понајвише због хонорарног ангажовања у иностранству. Када се вратила, остала је у Нишу све до пензије 1978. године. коју је дочекала као заменица вође других виолина. Више пута награђивана, Февзија је успела да, захваљујући својој храбрости, таленту и преданости музици, заузме истакнуто место у првим нишким градским оркестрима. На музичкој сцени Ниша увек су се посебно истицали Ромски оркестри у којима су доминирали гудачки инструменти и који су у свом репертоару имали од народне до класичне музике. Наступали су по кафанама, али и у позоришним представама као музичка пратња.
Уочи II светског рата у овим оркестрима су музицирале и две девојке, сестре Февзија и Рефија Јашаревић. Февзија је свирала виолину и певала, а Рефија је изврсно свирала клавир.
Да се име Февзије Јашаревић отргне од заборава помогао је културно-едукативни колектив Задругарице који је поводом Дана жена 2015. године осмислио и објавио календар „Нишлијке за незаборав“ који представља део истоимегног, ширег пројекта Удружења грађанки и грађана Задругарице. Пројекат је посвећен рехабилиацији успомена на неке од жена које су својим деловањем обележиле историју Ниша. Пројекат је реализован уз помоћ Реконструкције Женског фонда из Београда, а у сарадњи са Уметничком школом Ниш чији су ђаци илустровали странице календара. Февзија Јашаревић, ромска дама са виолином, чији је живот обележила музика, може да послужи за пример и као узор садашњим и будућим генерацијама жена ромског порекла. У 2017. години се навршило 95 година од рођења Февзије Јашаревић, истакнуте нишке уметнице ромског порекла. 
Да се породична љубав према музици настави, потрудио се унук Февзије (Вере) Јашаревић, познати и успешни бубњар чувене нишке групе Кербер Јосип Хартл.
Радио-телевизија Србије је у мају 2018. године емитовала документарну емисију о Вери (Февзији) Јашаревић под насловом „Осмех нишке виолинисткиње“ у оквиру серијала „Оне су померале границе“, ауторке Оливере Панчић, о знаменитим, заборављеним женама српске културе.